# Thomas Jäger (Oostenrijks autocoureur)

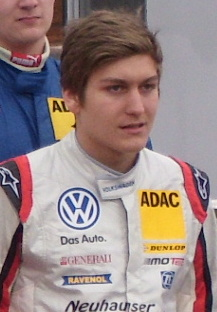
Thomas Jäger in 2012

Thomas Jäger (Wenen, 16 augustus 1994) is een Oostenrijks autocoureur.

## Carrière
Jäger begon zijn autosportcarrière in het karting in 2008, waarin hij tot 2010 actief bleef. In 2011 maakte hij de overstap naar het formuleracing, waarbij hij deelnam aan de Formule Renault 2.0 Alps en de Eurocup Formule Renault 2.0 voor het Interwetten.com Junior Team, maar stapte eind mei over naar het team EPIC Racing om begin juli beide kampioenschappen compleet te verlaten. In de Alps behaalde hij met een podiumplaats tijdens zijn eerste race op het Autodromo Nazionale Monza zijn beste resultaat en werd met 150 punten zevende in de eindstand. In de Eurocup werd hij puntloos 34e in het kampioenschap. Later in het seizoen nam hij deel aan het voorlaatste raceweekend van de ADAC Formel Masters op het TT Circuit Assen voor het team Neuhauser Racing en behaalde één podiumplaats. Hij sloot het seizoen af in het winterkampioenschap van de Britse Formule Renault bij het team Fortec Competition en eindigde als zesde in het kampioenschap met 79 punten.
In 2012 maakte Jäger de fulltime overstap naar de ADAC Formel Masters en kwam opnieuw uit voor Neuhauser Racing. Tijdens het eerste raceweekend op de Motorsport Arena Oschersleben behaalde hij zijn eerste overwinning in het formuleracing. In de rest van het seizoen stond hij nog vier keer op het podium en werd zo vijfde in het klassement met 165 punten. Tevens reed hij in de eerste twee raceweekenden van de Formule Renault 2.0 Alps bij het team One Racing. Hij scoorde drie punten tijdens het eerste raceweekend op Monza en eindigde zo op de 23e plaats in het kampioenschap.
In 2013 debuteerde Jäger in de Formule 3 in het Duitse Formule 3-kampioenschap bij het team Performance Racing. In het raceweekend op de Nürburgring behaalde hij zijn eerste overwinning in dit kampioenschap, maar hierna verliet hij de klasse. Desondanks eindigde hij met 117 op de zesde plaats in het kampioenschap.
In 2014 stapte Jäger over naar de GT-racerij, waarbij hij debuteerde in de Blancpain Sprint Series en de auto deelde met Dominik Baumann. Samen wonnen zij de race op de Slovakiaring en werden zij achtste in de eindstand met 45 punten.
Vanaf 2015 neemt Jäger deel aan verschillende VLN-races op de Nürburgring Nordschleife. In de VLN BMW M235i Cup werd hij achtereenvolgend elfde en tweede. Daarnaast maakte hij in 2017 zijn debuut in de TCR International Series tijdens zijn thuisrace op de Salzburgring bij het team Kissling Motorsport in een Opel Astra TCR. Hij kwalificeerde zich als vijfde en eindigde beide races op de vierde plaats, wat hem 25 punten voor het kampioenschap opleverden.